# Képfúzió
A képfúzió a CT, MR, MRS, fMR, SPECT, PET, UH, anatómiai atlasz stb. képei közül legalább kettő, sokszor több együttes megjelenítése egy 3D-s sztereotaktikus rendszerben, mely a morfológiai és funkcionális adatok együttes megjelenítésén kívül az időbeli eltérések vizsgálatát is lehetővé teszi. 
Bármelyik modalitásra manuálisan bevitt adatok (tumor kontúr, besugárzás tervek és az izodózis térfogatok, a normál szövetek és a kritikus szervek képi adatai) 2D és 3D vizsgálat képei a másikra szabadon átvihetők. Az eljárás alkalmazható az orvosi diagnosztikában és terápiában, például közeli besugárzáskor (brachyterápiában) a sugárforrás behelyezése előtt, a műtét közben és a műtét utáni (posztoperatív) időszakban.